# Dubrowka (stacja metra)
Dubrowka (ros. Дубровка) – stacja linii Liublińsko-Dmitrowskiej metra moskiewskiego, otwarta 11 grudnia 1999.